# فتح‌الله پورسرتیپ
فتح‌الله پورسرتیپ سکوند (زاده ۱۲۸۰، روستای باده – درگذشته ۱۳۷۲ تهران) نایب رئیس مجلس شورای ملی در دوره هفدهم و نماینده مردم خرم‌آباد در این مجلس بود.

## زندگی
فتح‌الله پورسرتیپ فرزند شیرمحمدخان سکوند در سال ۱۲۸۰ خورشیدی در روستای باده بخش زاغه خرم‌آباد زاده شد. آموزشهای نخستین را در مکتب‌خانه‌های قدیمی گذراند. پدرش شیرمحمدخان سکوند در سال ۱۳۰۴ به همراه چندتن از سران ایل‌های لر و به دستور امیر لشکر خزائی کشته شد.
پورسرتیپ در سال ۱۳۱۴ به نمایندگی مجلس شورای ملی انتخاب گردید و پس از پایان این دوره به دستور رضاشاه زندانی شد. وی به مدت سه سال و نیم زندانی بود و پس از پایان دوران زندان، به اجبار به خدمت نظام وظیفه فرستاده شد.
پورسرتیپ پس از مدتی از زندان آزاد شد و در دوره هفدهم دوباره به مجلس شورای ملی راه یافت. وی در سال ۱۳۳۱ جزء هفت نفر اقلیت مجلس با نخست‌وزیر وقت محمد مصدق به ناسازگاری برخاست و جزء متحصنین مجلس در کنار فضل‌الله زاهدی قرار گرفت. پس از کودتای ۲۸ مرداد مورد توجه قرار گرفت و نایب رئیس مجلس شد. در سال ۱۳۳۹ یک بار دیگر نماینده مجلس شد که این بار علی امینی مجلس را برچید و زین پس پورسرتیپ میدان فعالیتی نیافت.